# Egyiptomi tüskésfarkú gyík
Az egyiptomi tüskésfarkú gyík (Uromastyx aegyptia) a hüllők (Reptilia) osztályának pikkelyes hüllők (Squamata) rendjébe, ezen belül az agámafélék (Agamidae) családjába tartozó faj.

## Előfordulása
Az egyiptomi tüskésfarkú gyík a következő országokban fordul elő: Egyiptom, Egyesült Arab Emírségek, Irak, Irán, Izrael, Jemen, Jordánia, Katar, Kuvait, Omán, Szaúd-Arábia és Szíria.

## Alfajai
- Uromastyx aegyptia aegyptia
- Uromastyx aegyptia microlepis

Egyes rendszerezők az Uromastyx leptienit és az Uromastyx occidentalist is az egyiptomi tüskésfarkú gyík alfajaiként tartják számon.

## Életmódja

A bristoli állatkertben

Ez az agámaféle főleg az élőhelyén levő alföldek sivatagos, köves részeit választja élőhelyül, azonban a Sínai-hegyen akár 1500 méteres tengerszint fölötti magasságban is fellelhető. A homokos sivatagban is megtalálható, ahol a homokba beássa magát. Növényekkel táplálkozik.

## Szaporodása
Egy fészekaljban általában 7-17, legfeljebb 23 tojás lehet.

## Veszélyek és védelmi intézkedések
Az egyiptomi tüskésfarkú gyík felkerült a Washingtoni egyezmény (CITES) 2. listájára. Azonban az állatcsempészés és a hagyományos orvoslás céljára való begyűjtése veszélyezteti a fajt. Az emberi tevékenység is visszaszorítja e gyík elterjedését.